# Savannahgors
De savannahgors (Passerculus sandwichensis) is een zangvogel uit de familie Emberizidae (gorzen).

## Verspreiding en leefgebied
Deze soort telt 17 ondersoorten:
- P. s. princeps: Sable-eiland (oostelijk Nova Scotia in oostelijk Canada).
- P. s. labradorius: het oostelijke deel van Centraal-en oostelijk Canada.
- P. s. savanna: zuidelijk en zuidoostelijk Canada.
- P. s. anthinus: Alaska en noordwestelijk Canada.
- P. s. sandwichensis: de oostelijke Aleoeten en de eilanden nabij Alaska.
- P. s. brooksi: zuidwestelijk Canada en noordwestelijke Verenigde Staten.
- P. s. alaudinus: de kust van Californië (westelijke Verenigde Staten).
- P. s. nevadensis: het zuidelijke deel van Centraal-Canada en de westelijk-centrale Verenigde Staten.
- P. s. brunnescens: noordelijk-centrale Mexico.
- P. s. wetmorei: zuidwestelijk Guatemala.
- P. s. beldingi: de zuidwestelijke Verenigde Staten en noordelijk Baja California.
- P. s. anulus: het westelijke deel van Centraal-Baja California (noordwestelijk Mexico).
- P. s. guttatus: het zuidelijke deel van Centraal-Baja California.
- P. s. magdalenae: zuidelijk Baja California.
- P. s. sanctorum: San Benito (nabij Baja California).
- P. s. rostratus: noordoostelijk Baja California en noordwestelijk Sonora (noordwestelijk Mexico).
- P. s. atratus: van de kust van Sonora tot Sinaloa (noordwestelijk tot westelijk Mexico).